# Alcatel One Touch S211
El Alcatel One Touch S211 o Alcatel OT-S211 es un teléfono móvil  fabricado y distribuido por Alcatel Mobile Phones. Fue presentado junto con el Alcatel One Touch S120 y el Alcatel One Touch S210 en febrero de 2008. Se podría decir que los tres modelos comparten diseño de teléfono sencillo y ligero pero van mejorando a medida que suben de precio siendo el S211 el más dotado. Se tiene noticia de su distribución en Europa, Rusia y varios países sudamericanos.
El Alcatel One Touch S211C es la versión CDMA2000 del S211. Se distribuye principalmente en la zona de Asia-Pacífico, teniendo noticias de su venta en Tailandia, China, India. Es posible que se distribuyera también en Estados Unidos.
Actualmente se encuentra descatalogado. Es además la primera de las encarnaciones del Bic Phone.

## Contenido del paquete
- Teléfono One Touch S211
- Cargador USB
- Auriculares USB manos libres
- Manual

## Características
- GSM 900 / 1800 MHz el OT-S211
- GSM 850 / 1900 MHz el OT-S211A
- CDMA2000 1X, 800 MHz el  OT-S211C
- Lanzamiento: 2008
- Batería : B-U81 de Li-ion 3,7 voltios y 670 mAh (válida para los Alcatel One Touch 111, One Touch S120, One Touch S121)[7]
  - Tiempo de espera : hasta 290 h
  - Tiempo de conversación : hasta 6 h
- Pantalla : CSTN de 1,5 pulgadas
- Resolución de pantalla : 128 x 128 píxeles y 16 bits (65536 colores)
- Tamaño : 98 mm (3,86 pulgadas) largo x 44 mm (1,73 pulgadas) ancho x 12,5 mm (0,49 pulgadas) alto
- Peso : 60 g (2,12 onzas)
- Volumen : 53 cc
- Carcasa : candybar en color negro o blanco con una banda de goma negra, blanca (a juego con la carcasa), verde o fucsia. En el lateral izquierdo toma miniUSB y en la esquina inferior izquierda ojal para una correa de muñeca o cinta de cuello. En la trasera marcas para facilitar la sujeción. Retirando la cubierta trasera, la batería está detrás de la pantalla y la ranura mini-SIM tras del teclado.
- Conectividad : miniUSB
- Antena : todas internas.
- Tarjeta SIM : Mini-SIM interna
- Mensajes : SMS con texto predictivo T9
- Timbres : polifónicos (8 canales)
- Multimedia : Radio FM. Los auriculares hacen de antena
- Otras prestaciones : un juego (Tetris) incluido en los GSM; tres en los CDMA2000. No permite instalar nuevos.
- Tasa de absorción específica : 
  - Europa 1.10 W/kg
  - USA : 1,27 W/Kg (cabeza), 0,97 W/Kg (cuerpo)